# マリア・ゴロホフスカヤ
マリア・コンドラーチエヴナ・ゴロホフスカヤ（英: Maria Kondratyevna Gorokhovskaya 露: Мари́я Кондра́тьевна Горохо́вская ロシア語発音: [mɐˈrʲijə kɐnˈdratʲjɪvnə ɡərɐˈxofskəjə] ウクライナ語: Марія Кіндратівна Гороховська, 1921年10月17日 - 2001年7月22日）は、ソビエト連邦（現ロシア連邦）の元女子体操競技選手。30歳で1952年のヘルシンキ五輪に出場して7個のメダル（金メダル2個、銀メダル5個）を獲得し、1954年の世界体操競技選手権ローマ大会でも2個のメダル（金メダル1個、銅メダル1個）を獲得した。

## 経歴
1921年10月17日、マリア・ゴロホフスカヤはロシア・ソビエト連邦社会主義共和国 クリミア自治社会主義ソビエト共和国（現ウクライナ クリミア自治共和国）イェウパトーリヤでユダヤ系ウクライナ人の家庭に生まれた。幼少の頃からスポーツを始め、1941年にフェオドシヤ体育大学を卒業してレニングラード（現サンクトペテルブルク）のレスガフト記念レーニン体育研究院に入学した。在学中の1941年6月にナチス・ドイツはバルバロッサ作戦を実行して独ソ戦が起こり、その年の9月にレニングラード包囲戦が始まるとゴロホフスカヤは毎日、昼間は軍の病院で働き、夜間は建物の屋根の上で働いてナチス・ドイツが投下する焼夷弾からの火災を防ぐという生活を送ったため極度の疲労に陥ったが、包囲されているレニングラードから「生命の氷の道」を経由してカザフ・ソビエト社会主義共和国（現カザフスタン共和国）のアクモラ州へ搬送され、奇跡的に助かった。
1944年夏にソビエト赤軍がクリミアを解放した後、イェウパトーリヤへ戻ったが、父はナチスに銃で撃たれ、兄は前線で戦死していた。こうした家族の悲劇を経験したゴロホフスカヤは、体操競技の選手になって戦争の恐怖にも挫けない強靭な意志を示そうと決意した。第二次世界大戦が終わると体育学校で子供たちのコーチを務める一方で自分自身も体操競技選手としてトレーニングを続けた。しばらく後にパヴェル・アルヴァリヤンと結婚してハルキウへ移り、地元のスポーツクラブ「ストロイチェリ」に加入した。1948年のソビエト連邦選手権では平均台で優勝し、初の金メダルを獲得した。これ以降、現役生活中にソビエト連邦選手権で合計10個の金メダルを獲得している（詳細は『オリンピック大会以外での成績』のセクションを参照）。
1952年7月、フィンランドのヘルシンキで夏季五輪が開催された。1928年アムステルダム五輪で女子体操競技が五輪競技になって以来、五輪大会の女子体操競技では団体総合のみが実施されてきたが、この大会から女子の団体種目として団体総合に加えて手具体操団体が実施され、女子の個人種目として個人総合、跳馬、段違い平行棒、平均台、ゆかの5種目が実施された。また、従来、五輪大会に参加していなかったソビエト連邦がこの大会で初参加した。ゴロホフスカヤはソビエト代表チームのメンバーに選ばれてこの大会に初出場し、チームの団体総合での金メダル獲得と手具体操団体での銀メダル獲得に貢献したほか、種目別でも跳馬、段違い平行棒、平均台、ゆかで銀メダルを獲得し、個人総合では金メダルを獲得して五輪大会における女子個人総合の初代金メダリストになった。このとき彼女は30歳であり、2017年12月現在で五輪同競技種目の最年長金メダリストである。ゴロホフスカヤは最終的に大会で実施された女子体操競技の全種目で表彰台に立ち、あわせて7個のメダル（金メダル2個、銀メダル5個）を獲得した。これは2021年8月現在、競泳のエマ・マキーオンと並び1つの五輪大会で女子選手が獲得したメダル数として史上最多記録である（詳細は『1つの五輪大会で女子選手が獲得したメダル数のランキング』のセクションを参照）。
続いて1954年の世界体操競技選手権ローマ大会に出場し、団体総合で金メダル、ゆかで銅メダルを獲得した後、ゴロホフスカヤは競技生活から引退した。引退後はコーチを務める一方、数多くの国際競技大会で審判員としても活動した後、1977年に故郷のイェウパトーリヤに戻り、コーチの仕事を続けた。その後、1990年にイスラエルへ移住して現役時代のライバルだったハンガリーのケレティ・アーグネシュと再会し、それ以来、同年齢の2人の交友は続いた。
2001年7月22日、ゴロホフスカヤはイスラエルのテルアビブで死去した。

## オリンピック大会以外での成績
| 年   | 大会               | 個人総合 | 団体総合 |    |    |    |    |    |    |
| ---- | ------------------ | -------- | -------- | -- | -- | -- | -- | -- | -- |
| 1947 | ソビエト連邦選手権 | 銀       |          |    |    |    |    |    |    |
| 1948 | ソビエト連邦選手権 |          |          |    | 銀 | 金 |    |    |    |
| 1949 | ソビエト連邦選手権 | 銅       |          |    |    | 銅 |    | 銀 | 金 |
| 1950 | ソビエト連邦選手権 | 銀       |          | 銅 |    | 銅 |    | 銅 | 金 |
| 1951 | ソビエト連邦選手権 | 金       |          | 銅 |    | 銀 | 金 |    |    |
| 1952 | ソビエト連邦選手権 | 金       |          | 銅 | 金 | 銀 | 金 |    |    |
| 1953 | ソビエト連邦選手権 |          |          |    | 金 |    |    |    |    |
| 1954 | 世界選手権         |          | 金       |    |    |    | 銅 |    |    |
| 1954 | ソビエト連邦選手権 | 銀       |          |    |    |    |    | 金 |    |

## 1つの五輪大会で女子選手が獲得したメダル数のランキング
| 選手                   | 国               | 競技     | 大会    | 金 | 銀 | 銅 | 合計 |
| ---------------------- | ---------------- | -------- | ------- | -- | -- | -- | ---- |
| エマ・マキーオン       | オーストラリア   | 競泳競技 | 2020 夏 | 4  | -  | 3  | 7    |
| マリア・ゴロホフスカヤ | ソビエト連邦     | 体操競技 | 1952 夏 | 2  | 5  | -  | 7    |
| クリスティン・オットー | 東ドイツ         | 競泳競技 | 1988 夏 | 6  | -  | -  | 6    |
| ケレティ・アーグネシュ | ハンガリー       | 体操競技 | 1956 夏 | 4  | 2  | -  | 6    |
| ベラ・チャスラフスカ   | チェコスロバキア | 体操競技 | 1968 夏 | 4  | 2  | -  | 6    |
| ラリサ・ラチニナ       | ソビエト連邦     | 体操競技 | 1956 夏 | 4  | 1  | 1  | 6    |
| ラリサ・ラチニナ       | ソビエト連邦     | 体操競技 | 1960 夏 | 3  | 2  | 1  | 6    |
| ダニエラ・シリバシュ   | ルーマニア       | 体操競技 | 1988 夏 | 3  | 2  | 1  | 6    |
| ラリサ・ラチニナ       | ソビエト連邦     | 体操競技 | 1964 夏 | 2  | 2  | 2  | 6    |
| ナタリー・コーグリン   | アメリカ合衆国   | 競泳競技 | 2008 夏 | 1  | 2  | 3  | 6    |
| コロンディ・マルギット | ハンガリー       | 体操競技 | 1952 夏 | 1  | 1  | 4  | 6    |

2021年8月現在。五輪の夏季・冬季両大会を合わせたランキングのうち、上位11記録を掲載した。